# Ерік Ріддер
Ерік Ріддер (англ. Eric Ridder, 1 липня 1918 — 23 липня 1996) — американський яхтсмен.
Олімпійський чемпіон 1952 року в класі 6 метрів.